# Petite rivière Touradi
Pour les articles homonymes, voir Touradi.
La Petite rivière Touradi coule dans la réserve faunique Duchénier, ainsi que dans les municipalités de Saint-Narcisse-de-Rimouski et de Saint-Valérien, dans la municipalité régionale de comté (MRC) de Rimouski-Neigette, dans la région administrative du Bas-Saint-Laurent, au Québec, au Canada.
Cette rivière se déverse sur la rive ouest de la rivière Rimouski, laquelle coule vers le nord jusqu'à la rive sud du fleuve Saint-Laurent où elle se déverse au cœur de la ville de Rimouski.

## Géographie
La Petite rivière Touradi prend sa source à l'embouchure du Grand lac Touradi (longueur : 5,4 km ; altitude : 208 m), dans la réserve faunique Duchénier (au centre-nord de la réserve), dans les monts Notre-Dame. De forme allongée, ce lac est situé en parallèle (côté sud-est) du lac des Baies et au nord-ouest du Grand lac Touradi. Il est aussi situé du côté ouest du lac Boucher. Le Petit Lac Touradi constitue la continuité vers le nord-est de la vallée du lac aux Cèdres et du lac à la Perche.
Le Petit lac Touradi s'alimente en amont en eaux par deux détroits qui le relient par le sud au Grand lac Touradi. Ce dernier a une forme allongée et est orienté vers le nord-est. Le lac Lâche (dans Saint-Guy), le lac aux Cèdres (dans Saint-Guy) et le lac à la Perche se déversent successivement l'un dans l'autre jusqu'à la rive nord-ouest du Grand lac Touradi ; tous ces lacs sont situés dans la réserve faunique Duchénier. Plusieurs des lacs environnants sont de forme allongée, encastrés dans leur petite vallée respective, constituant le prolongement de plis appalachiens, tous orientés vers le nord-est, dans ce secteur.
La partie supérieure de la vallée de la Petite rivière Touradi fait partie de la MRC Les Basques.
Le pont de la Route 2 est situé à l'embouchure du côté nord-est du lac. Cette embouchure est située à 22,4 km au sud-est du littoral sud-est du fleuve Saint-Laurent, à 3,2 km au sud-est de la limite nord de la réserve faunique Duchénier et à 14,8 km au sud-est du centre du village de Saint-Eugène-de-Ladrière.
À partir de l'embouchure du Petit Lac Touradi, la Petite rivière Touradi coule sur 13,0 km, répartis selon les segments suivants :
- 6,3 km vers le nord-est, dans la réserve faunique Duchénier, jusqu'à la limite de la municipalité de Saint-Narcisse-de-Rimouski ;
- 4,6 km vers le nord-est dans Saint-Narcisse-de-Rimouski, jusqu'à la limite de Saint-Valérien ;
- 0,8 km vers le nord-est dans Saint-Valérien, jusqu'à la confluence d'un ruisseau (venant du sud-ouest) ;
- 1,3 km vers le nord-est, jusqu'à sa confluence[2].

La Petite rivière Touradi se déverse sur la rive ouest de la rivière Rimouski en plein milieu du canyon des Portes de l'Enfer. Cette confluence est située à 16,7 km au sud-est du littoral sud-est du fleuve Saint-Laurent, à 0,2 km en aval de la confluence de la rivière Macpès, à 2,1 km en aval de la confluence de la rivière à France et à 1,2 km en amont de la confluence de la rivière Blanche (rivière Rimouski).

## Toponymie
Le toponyme « Petite rivière Touradi » a été officialisé le 29 octobre 1979 à la Commission de toponymie du Québec.